# Galléros paradicsommadár
A  galléros paradicsommadár  (Lophorina superba) a madarak osztályának verébalakúak (Passeriformes) rendjébe és a paradicsommadár-félék (Paradiasaeidae) családjába tartozó Lophorina nem egyetlen faja.

## Előfordulása
Indonézia és Pápua Új-Guinea területén honos.

## Alfajai
- Lophorina superba connectens
- Lophorina superba feminina
- Lophorina superba latipennis
- Lophorina superba minor
- Lophorina superba niedda
- Lophorina superba pseudoparotia
- Lophorina superba sphinx
- Lophorina superba superba

## Megjelenése
Testhossza 26 centiméter. A hím tollazata fekete és belül egy kék színű tollai vannak. tojónak barna színű tollai vannak .A hím násztáncakor a gallérját felfújja.

## Életmódja
Gyümölcsökkel táplálkozik, de esetenként rovarokat is fogyaszt.

## Külső hivatkozás
- Képek az interneten a fajról